# Ruch Katolicko-Narodowy
De Katholiek-Nationale Beweging (Pools: Ruch Katolicko-Narodowy RKN) is een kleine katholieke, nationalistische en anticommunistische partij in Polen. 
De partij kwam in 1997 tot stand als een afsplitsing van de Beweging voor de Wederopbouw van Polen (ROP) van oud-premier Jan Olszewski. Oprichter was Antoni Macierewicz, die in diens regering minister van Binnenlandse Zaken was geweest. De RKN trad direct toe tot het rechtse conglomeraat Verkiezingsactie Solidariteit. 
De RKN heeft nooit zelfstandig aan verkiezingen deelgenomen, maar wist bij de parlementsverkiezingen in 2001 vijf zetels in de Sejm te behalen op de lijst van de Liga van Poolse Gezinnen (LPR). In 2005 vormde de RKN met onder meer de ROP een alliantie onder de naam Patriottische Beweging, doch deze bleef bij de verkiezingen met 1,05% van de stemmen ver beneden de kiesdrempel. In 2007 keerde de RKN met twee zetels en in 2011 met één zetel terug in de Sejm, in beide gevallen op de lijst van Recht en Rechtvaardigheid (PiS). Macierewicz zelf trad in 2012 toe tot de PiS, waarvan hij een jaar later vicevoorzitter werd. Sindsdien heeft de RKN geen activiteit meer ontplooid. Desondanks wist RKN-lid en voormalig lid van de Sejm Jerzy Czerwiński bij de parlementsverkiezingen van 2015 als kandidaat van de PiS een zetel in de Senaat te bemachtigen. 